# Farmington Hills
Farmington Hills  är en stad i Oakland County i Michigan i USA. År 2010 låg invånarantalet på 79 740 personer. Staden är en förort till Detroit och är känd för sina utmärkta skolor bland annat. Borgmästare (vald 2015) är Ken Massey.